# Marcelino Ramos
Marcelino Ramos é um município do estado brasileiro do Rio Grande do Sul. Está localizado na Região do Alto Uruguai e possui uma população estimada de 4.400 pessoas (IBGE-2019).

## História
A história de Marcelino Ramos teve início com a construção da Estrada de Ferro São Paulo-Rio Grande, quando a cidade teve um forte crescimento, tornando-se o ponto de entrada e saída de grande parte da produção riograndense e atraindo muitos migrantes. Essa fase durou até a década de 1960, quando a construção de outras ferrovias e o declínio do uso de trens no Brasil, fez com que a economia da cidade não se mantivesse pujante, perdendo muitos investimentos em indústria, comércio e serviços.
Desde então o município tem apostado na Agricultura Familiar e no Turismo para promover o desenvolvimento. Atualmente o município conta com boa rede hoteleira, Balneário de Águas Termais, passeios de trem Maria-Fumaça, Parque Ecológico com trilhas, Turismo Rural, além do Santuário de Nossa Senhora da Salete, que promove uma gigantesca romaria no mês de Setembro.

## Geografia
Pertence à Mesorregião do Noroeste Rio-Grandense e à Microrregião de Erechim. Para os locais, a região é conhecida como Alto Uruguai.

### O Rio Uruguai
A cidade de Marcelino Ramos está localizada defronte ao nascedouro do rio Uruguai, formado pela confluência do rio Pelotas com o rio do Peixe, na divisa com o estado de Santa Catarina.
Durante décadas se debate qual é o nascedouro do rio Uruguai. A geografia oficial brasileira adota a junção dos rios Canoas e Pelotas, mas todos que moram na região do Alto Uruguai adotam a junção do rio do Peixe com o rio Pelotas como sendo o local de nascimento do rio Uruguai.
Registre-se que nas documentações referentes às propriedades rurais, emitidas pelo Estado do Rio Grande do Sul (ainda na época do governo de Antônio Augusto Borges de Medeiros), tem-se como nascedouro do rio Uruguai a junção entre o rio Pelotas e o rio do Peixe.

## Religião
O catolicismo é predominante em Marcelino Ramos. Nesta cidade está localizado o Santuário de Nossa Senhora da Salette, local de formação de muitos seminaristas, além da igreja Matriz, construída em 1946, após um vendaval derrubar a antiga, construída em madeira.
Além do catolicismo, há ainda a Igreja Evangélica de Confissão Luterana no Brasil (IECLB), a Igreja Luterana Do Brasil (IELB), a Assembleia de Deus e a Igreja do Evangelho Quadrangular.

## Educação
No passado, Marcelino Ramos foi reconhecida pela qualidade de sua educação, tendo contado com três importantes escolas, uma evangélica (Sinodal, com cursos voltados ao comércio, contábil), outra católica (Cristo Rei, que oferecia o curso Magistério), que atraíam muitos estudantes das cidades da região. Hoje, essas escolas pertencem ao estado do Rio Grande do Sul. A terceira escola era o Seminário do Santuário de Nossa Senhora da Salette, que oferecia estudos do "Curso Científico", mas que teve suas atividades encerradas em 1974, com a estatização do ensino no país.

## Turismo
A partir de prospecções por petróleo em 1959, foi perfurado um poço de 2.590 metros, que encontrou água termal. O poço foi aberto em uma propriedade rural, pertencente ao Sr. Walter Finger. A área então, foi vendida a preço simbólico ao Município, possibilitando que se construísse um balneário - com camping e hotel - que teve muito sucesso na década de 1970. Tal balneário tem sido melhorado e ampliado constantemente, atraindo turistas das mais diversas regiões do País.
A partir da metade dos anos 1980, o município foi bastante afetado pela construção da Usina Hidrelétrica de Itá, cujo lago forçou a mudança de centenas de moradores que habitavam as partes mais baixas da cidade para outros locais. O lago obrigou a mudança do balneário de águas termais, que ficou fechado por algum tempo no final dos anos 1990, tendo sido reinaugurado em dezembro de 2000 com uma moderna infraestrutura.
Situada, agora, à margem do lago, Marcelino Ramos ostenta o título de Capital do Turismo do Alto Uruguai, pois há muito atrai turistas ao seu balneário e fiéis à tradicional romaria de Nossa Senhora da Salette e, agora, atrai novos turistas para passeios no lago, turismo rural e ecológico e esportes aquáticos.

## Política
Nas eleições de 2008, Paulo Tápia, da coligação "Sempre Mais por Marcelino" (PT, PDT e DEM) foi reeleito prefeito (seu vice é Ary Loss), derrotando Vannei Mafissoni (Delfim) que tinha como candidato a vice o ex-prefeito Realdo Colla, da Coligação "Progresso para Marcelino" (PMDB, PP, PTB e PSDB). Tápia foi o primeiro prefeito reeleito da história de Marcelino Ramos.
Nas Eleições municipais de 2012, sagrou-se eleito Juca do PT, braço direito e candidato apoiado pela situação, representada pelo até então prefeito Paulo Tápia (PT). Em 2016, o Candidato Juca foi reeleito.

### Prefeitos
1. Hermes D'Ávila (1945)
2. Leônidas Coelho de Souza (1945)
3. Gaspar Fernandes (1945)
4. Leônidas Coelho de Souza (1945-1947)
5. Modesto De Grandi (1947-1951)
6. Anselmo Osvin Lermen (1952-1955)
7. Modesto De Grandi (1956-1959)
8. Rubens Baron (1960-1963)
9. Anselmo Osvin Lermen (1963-1964)
10. Antônio Zordan (1964-1969)
11. David Gemelli (1969-1973)
12. Antônio Zordan (1973-1977)
13. Attila Schneider Finger (1977-1983)
14. Valmor Barp (1983-1988)
15. Ilgo Schneider (1989-1992)
16. Natalino Baschera (1993-1996)
17. Glademir Conceição (1997-2000)
18. Realdo Colla (2001-2004)
19. Paulo Tapia (2005-2012)
20. Juliano Zuanazzi (2013-2020)
21. Vannei Mafissoni (2021-2024)

## Acesso
O principal acesso rodoviário à cidade está localizado em Erechim, saindo da BR-153 em direção a Gaurama e Viadutos. Há anos a cidade aguardava o asfaltamento do seu acesso exclusivo à BR-153 através da RS-491, que já foi motivo de diversos movimentos populares. Em fevereiro de 2013 foi iniciada a obra, em um esforço da prefeitura municipal e do governo do estado, porém, não existe prazo para conclusão e não se sabe quem fará a manutenção do trecho, uma vez que isso não consta nos atuais contratos acordados entre todas as partes. Há ainda o acesso através da RS-126 que liga Marcelino Ramos a Maximiliano de Almeida e a Mesorregião do Noroeste Rio-Grandense.
Ainda existem outras rotas alternativas de acesso, dentre as quais podemos destacar a Ponte Rodoferroviária de Marcelino Ramos e uma balsa, que fazem a passagem para o Estado de Santa Catarina, além de estradas secundárias que ligam os municípios pelo interior e da Estrada de Ferro São Paulo-Rio Grande, em um curto trecho mantido pela ABPF, ligando o município à Piratuba, em Santa Catarina.

## Galeria

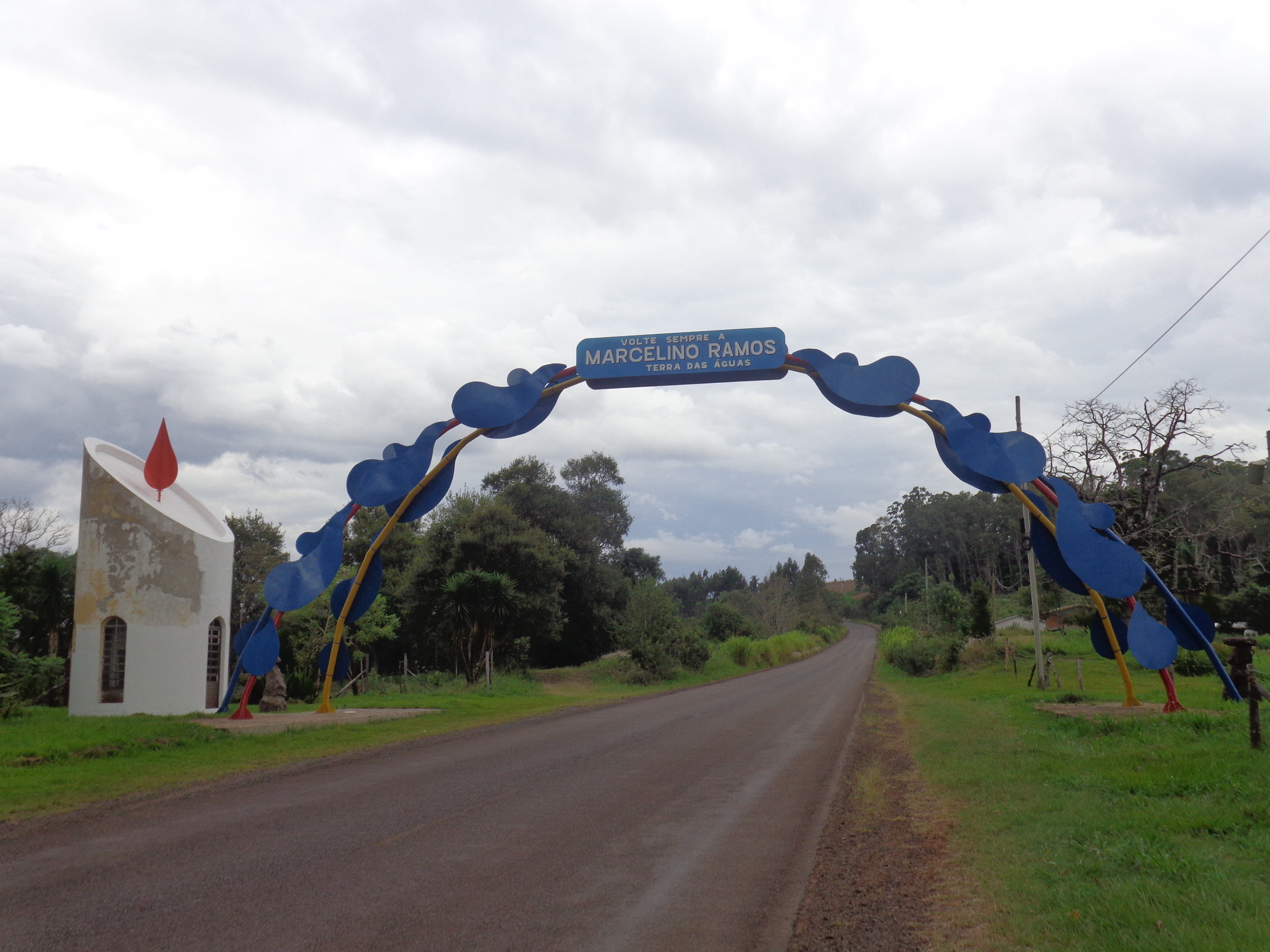
Portal de Marcelino Ramos, sentido Marcelino Ramos-Viadutos.
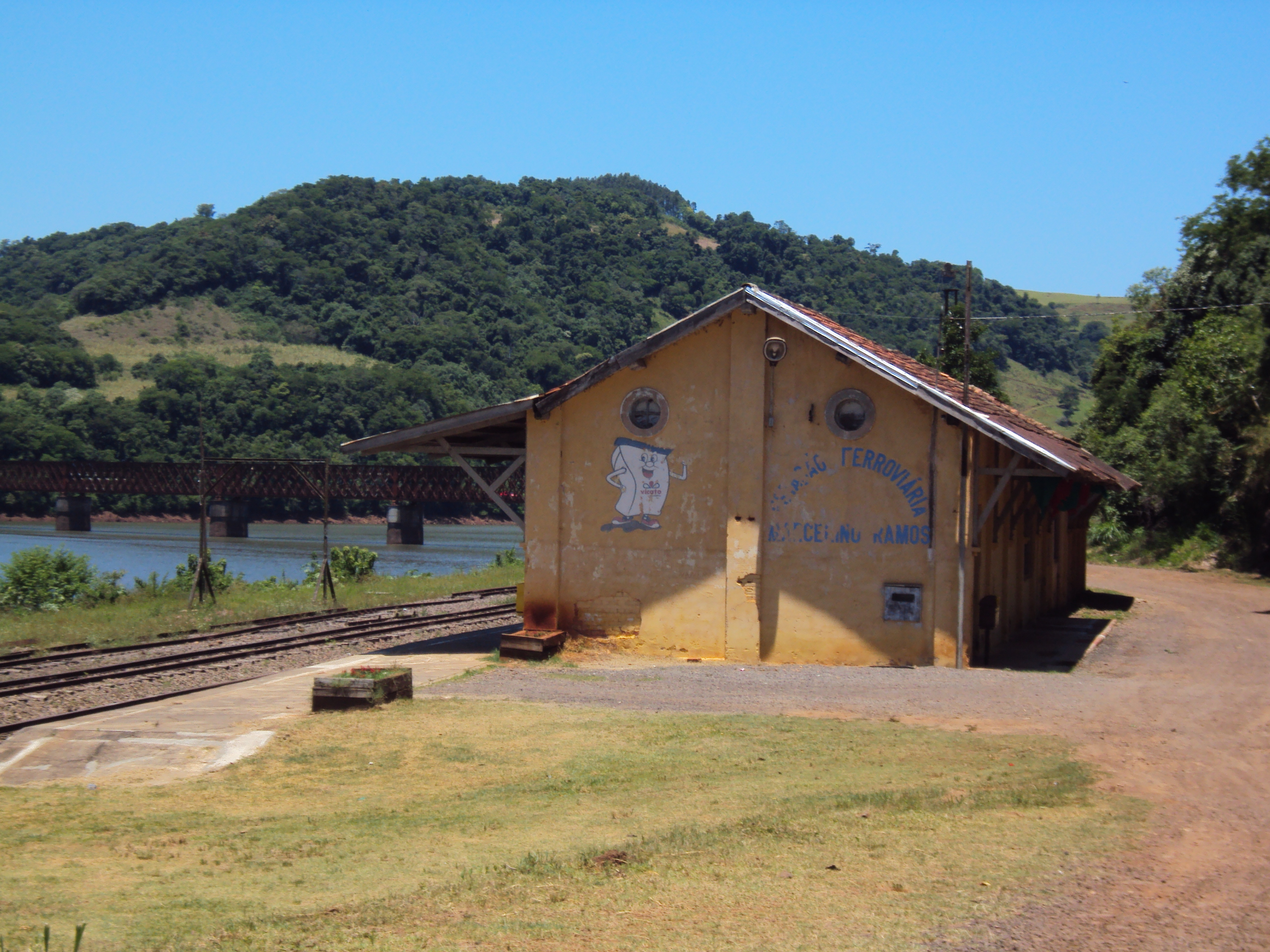
Estação Ferroviária.
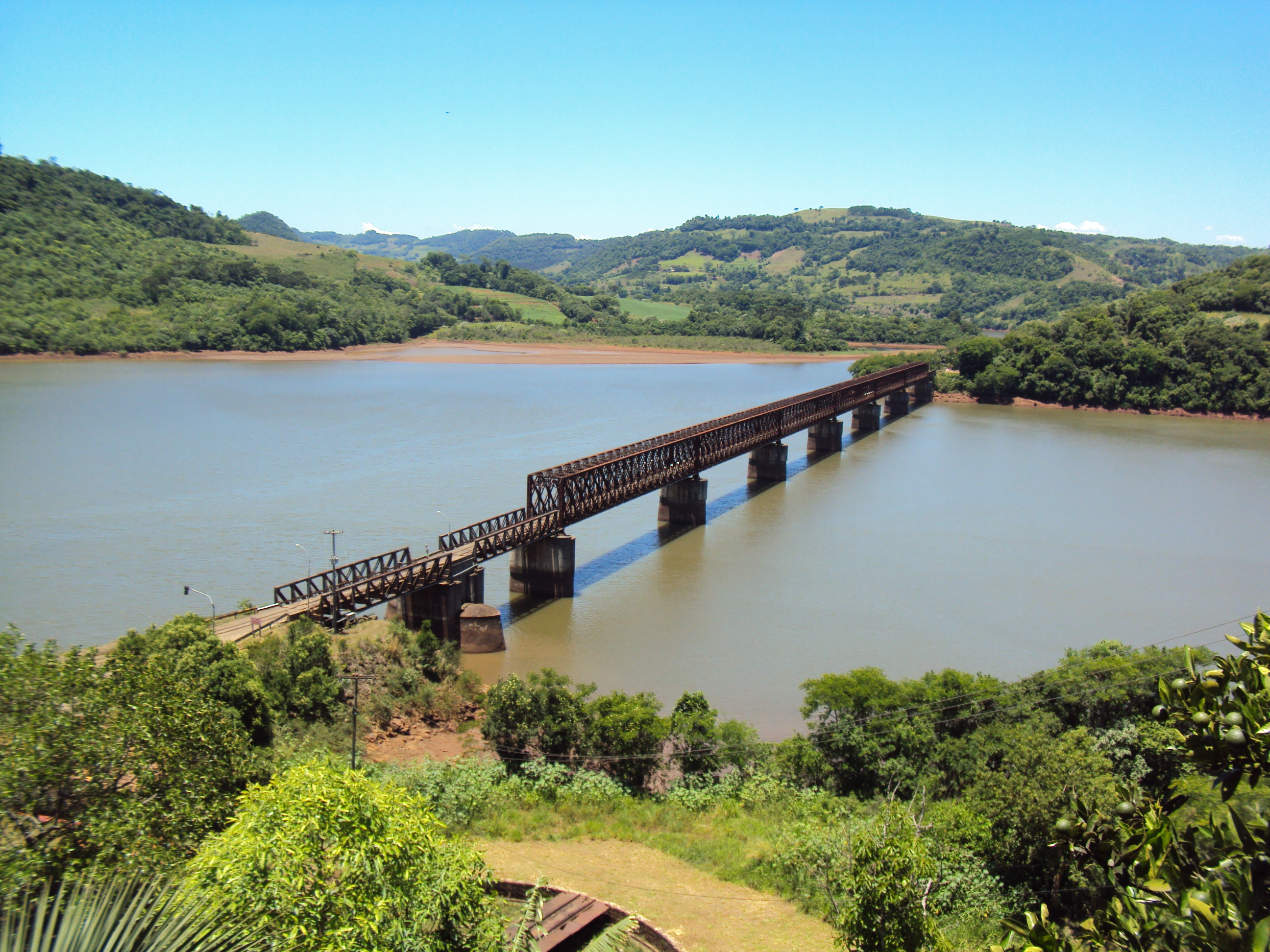
Ponte Rodo-Ferroviária.
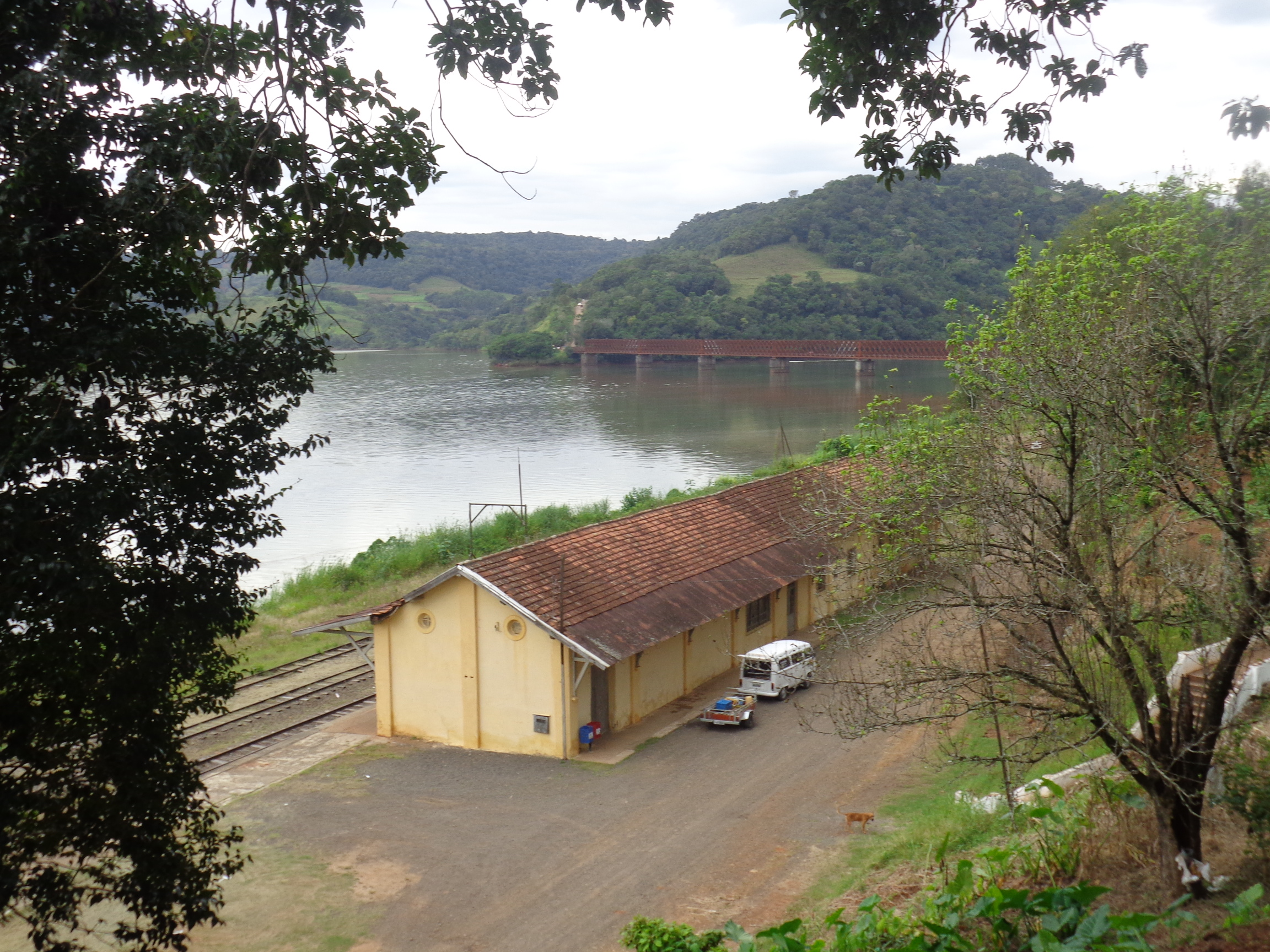
Ponte e Estação Ferroviária.
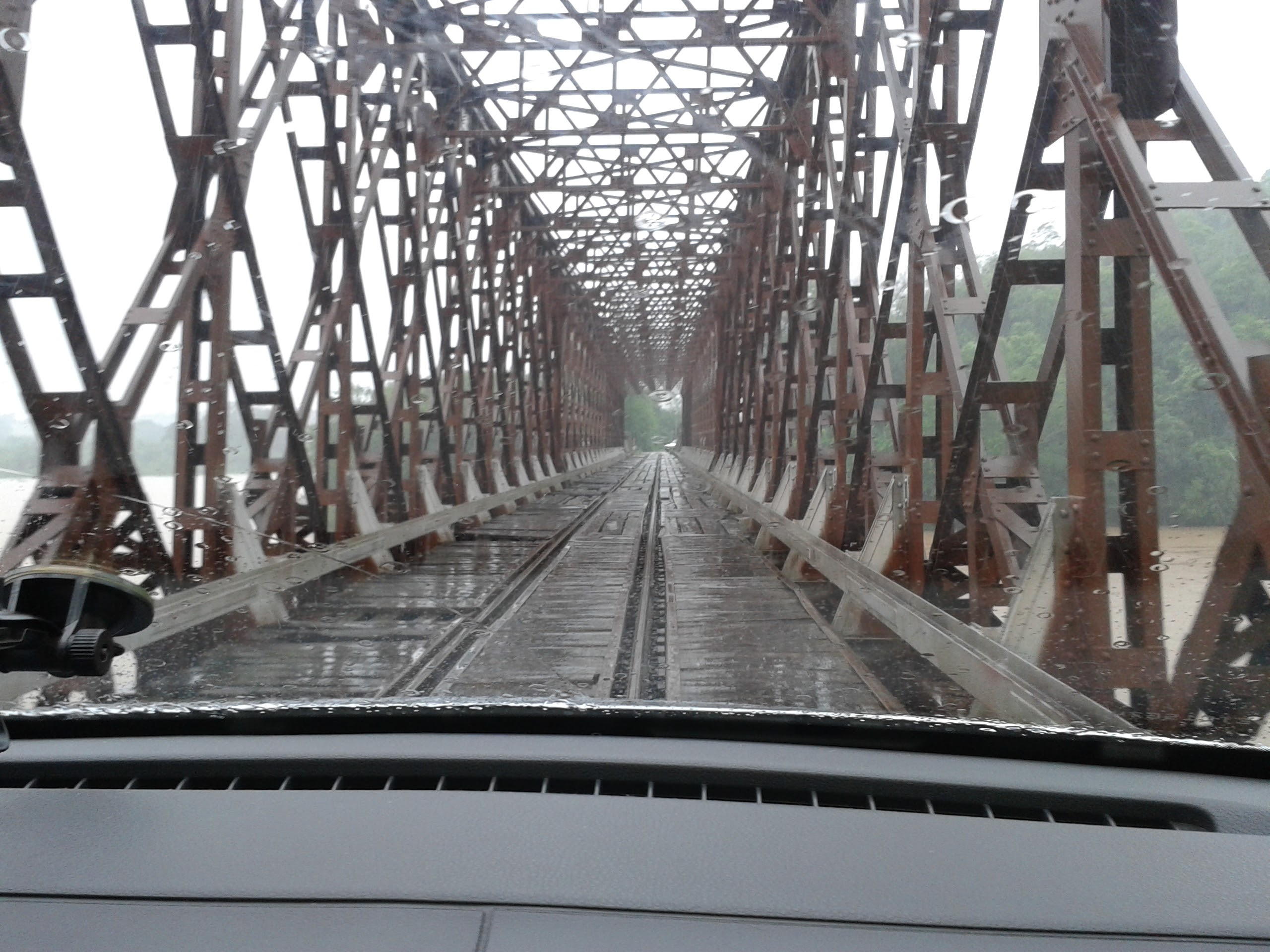
Travessia, ponte de ferro, em Marcelino Ramos.